# Rixi Markus
Rika "Rixi" Markus OIB (n. 27 iunie 1910 – d. 4 aprilie 1992) a fost o jucătoare austriacă și britanică de bridge născută în Bucovina. Ea a câștigat cinci titluri mondiale, și a fost prima femeie care a devenit Mare Maestră în cadrul Federației Mondiale de Bridge. „Într-o carieră de 60 de ani”, Alan Truscott a scris la 15 săptămâni după moartea ei, că „ea a obținut mai multe victorii cu adversari de mai multe naționalități decât oricine altcineva." Ea a fost numită Membră a Ordinului Imperiului Britanic în 1974, pentru contribuțiile sale la jocul de bridge.

## Biografie
Rixi Markus s-a născut ca Erika Scharfstein într-o familie prosperă de evrei austrieci din Gura Humorului, Bucovina. Acum în România, Bucovina a fost un ducat în Imperiul Austro-Ungar între 1775 și 1918.
În 1916 familia ei a plecat din țară pentru a scăpa de primul război mondial, stabilindu-se în Viena. După terminarea școlii în Dresda s-a întors la Viena, unde și-a făcut pentru prima oară un renume la masa de bridge. O căsătorie nefericită în tinerețe a facut-o să se dedice bridge-ului în totalitate.
A murit la 81 de ani după un atac de cord.